# Геза Гардоні
Геза Гардоні (угор. Gárdonyi Géza; 3 серпня 1863, Австрійська імперія — 30 жовтня 1922, Еґер, Угорщина) — угорський письменник і журналіст. Написав велику кількість наукових і художніх праць. Відомий як автор історичних романів, таких як «Зірки Еґера» і «Невідомий чоловік».

## Біографія
Геза Гардоні був сином слюсаря з маєтку аристократів у східній Угорщині. Він закінчив учительський коледж і деякий час працював учителем і католицьким кантором. Гардоні на Марії Молнар в 1885 році, але шлюб виявився нещасливим і був розірваний у 1892 році.
У середині 1880-х років Гардоні почав писати статті для журналів і газет. Його першим успіхом були сатиричні новели про сільське життя «Göre Gábor», від яких він пізніше відрікся. На переломі століть Гардоні став використовувати в своїх творах історичні теми, які послужили основою для серії популярних оповідань.
Гардоні переїхав в Еґер (сьогодні — північна Угорщина) в 1897 році зі своєю матір'ю і жив там до своєї смерті. Могила Гези Гардоні знаходиться в Еґерській фортеці; на ній написано: «Csak a teste» (Лише його тіло). Будинок, де Гардоні жив і де написав більшість своїх відомих робіт, зараз перетворений на музей.

## Найвідоміші роботи
Один з найвідоміших творів Гардоні — «Egri csillagok» — було вперше опубліковано в 1899 році. Літературно назва перекладається, як «Зірки Еґер». У книзі розповідається про знамениту облогу угорського міста Еґер турецькими військами Османської імперії в 1552 році. У 2002 році «Зірки Еґера» були обрані «найпопулярнішим угорським романом» глядачами телепередачі «Big Read» (в Угорщині — «A Nagy Könyv»).
На думку деяких, найкращою роботою слід вважати книгу «A láthatatlan ember», опубліковану в 1901 році. Ця книга (на відміну від «Зірок Еґера») більш доступна не-угорським читачам. У творі розповідається про часи, коли жив вождь гунів Аттіла. Велика частина сюжету розповідає про візит візантійського дипломата Пріска Панійського до Аттіли. Герой роману — молодий візантійський раб на ім'я Зета, що закохався в гуннську дівчину. Зета втече і стане рабом гунів, що дає йому надію одружитися з коханою дівчиною. Також книга містить у собі драматичний опис битви між гунами і римлянами.
Обидва ці романи Гардоні добре відомі в Угорщині, але стали перекладатися на інші мови і широко видаватися за кордоном тільки в другій половині двадцятого століття.